# Clavijo (obra)
Clavijo o Clavigo (Clavigo) es una tragedia en cinco actos escrita por Johann Wolfgang von Goethe en mayo de 1774 (escribió la obra en tan solo ocho días). Fue publicada en julio del mismo año, y fue la primera obra en la que Goethe puso su verdadero nombre, pese a que la tragedia no tuvo mucho éxito, y recibió muchas críticas.
La primera representación tuvo lugar en Hamburgo el 23 de agosto de 1774, y el actor principal fue Konrad Ernst Ackermann, que interpretaba al dramaturgo francés Pierre-Augustin de Beaumarchais. La historia, basada en hechos reales, narra la oferta de matrimonio del escritor e ilustrado canario José Clavijo y Fajardo a la hermana de Beaumarchais: Lisette. En los años setenta, la obra fue adaptada para una película.